# Cradle of Thorns
Cradle of Thorns (в переводе с англ. — «Колыбель шипов», также известна под названием Videodrone) — американская рок-группа, созданная в 1988 году в городе Бейкерсфилд, штат Калифорния. Коллектив стал первым исполнителем, чьи альбомы были выпущены лейблом Elementree Records, принадлежащем группе Korn.

## История группы

### Формирование и первые годы (1988—1996)
Группа создана в 1988 году в Бейкерсфилде музыкантами Таем Эламом, Тамерой Слейтон, Джеем Карузо, Крисом Колсом и Роаном Коуденом. Тогда коллектив имел название Cradle of Thorns. Музыканты исполняли атмосферную и мрачную музыку, сочетавшую в себе элементы альтернативного рока, индастриала и готик-рока, а тексты песен повествовали о проблемах общества. Первым студийным альбомом стал Remember It Day, выпущенный независимым лейблом Castle Top в 1990 году. Но группа активно гастролировала и постепенно вышла из андеграунда. В 1992 коллектив покидает басист Джей Карузо и на его место приходит Скет Элис.
В 1994 году группа подписывает контракт с лейблом Triple X Records (лейбл Jane’s Addiction и Social Distortion) выпускают второй студийный альбом Feed-Us, продюсированием Россом Робинсоном. Пластинка имела более агрессивное звучание; участники коллектива в этот момент находились под влиянием хип-хопа и альтернативного метала.
В 1996 году из группы уходят вокалистка Тамера Слейтон и басист Сет Элис. С новым бас-гитаристом Парди группа записала третий студийный альбом Download This!. В музыкальном плане пластинка больше тяготела к индастриал-року и электронной музыке. Также группой ещё более чаще стал использоваться речитатив. В поддержку альбома коллектив провёл масштабный концертный тур.

Обложка альбома Videodrone, в записи которого участвовали Джонатан Дэвис, Фред Дёрст и DJ Lethal. Несмотря на успех альбома и последующих гастролей группа распалась.

### Videodrone и распад группы (1997—2001)
Во время записи четвёртого альбома группу покинул Парди Спакли. Его заменил Мейвис. Работая над пластинкой музыканты полностью исключили элементы каких-либо других стилей и полностью перешли на индастриал-рок, ориентированный на массового слушателя. В 1998 году группа была переименована из Cradle of Thorns в Videodrone. Музыканты признавались, что название навеяно кинофильмом Видеодром. В 1999 году лейблом Reprise Records был выпущен одноимённый альбом. Диск содержал композицию, записанную совместно с вокалистом группы Korn Джонатаном Дэвисом, участниками Limp Bizkit Фредом Дёрстом и DJ Lethal, а также Psycho Realm. Продюсированием альбома занимался Реджинальд Арвизу. После совместных гастролей с Korn, Робом Зомби, Orgy, и Machine Head у группы возникли разногласия с лейблом и проблемы в самом коллективе привели к его распаду.
После распада музыканты были задействованы в других музыкальных проектах. Однако в 2006 году вокалист Тай Элам возродил группу под старым названием Cradle of Thorns. Коллектив записал сингл «All Over Again», который был выпущен в 2006 для скачивания из официального профиля Cradle of Thorns на MySpace. На данный момент о новых релизах коллектива ничего не известно.

### Музыкальный стиль и влияние
Основным стилем Cradle Of Thorns был альтернативный рок, хотя музыканты экспериментировали в разных направлениях. Дебютный альбом был близок к готик-року, в середине 90-х творчество варьировалось от ню-метала до гранжа, поздний период (Videodrone) можно охарактеризовать как индастриал.
Отмечается значительное влияние коллектива на альтернативную музыку 2000-х годов. Участники группы Flame Of Life выражали благодарность Тай Эламу за вклад в развитие стиля лазер.

## Состав
Текущий состав
- Тай Элам — вокал, ударные (1988—2001, 2006 — настоящее время)
- Стив Тирайот — гитара, клавишные (1988—2001, 2006 — настоящее время)
- Мэт Уилкинсон — бас-гитара (1988—2001, 2006 — настоящее время)

Бывшие участники
- Девид Файл — гитара (1988—2001)
- Крис Колс — ударные (1988—2001)
- Роан Коуден — клавишные (1988—2001)
- Тамера Слейтон — вокал (1988—1995)
- Джей Карузо — бас-гитара (1988—1992)
- Парди Спакли — бас-гитара (1988—1997)
- Мейвис — бас-гитара (1997—2001)

Хронология

## Дискография
Студийные альбомы
- Remember It Day (1990)
- Feed-Us (1994)
- Download This! (1996)
- Videodrone (1999)

Синглы
| Название                             | Год  | Высшая позиция | Альбом            |
| Название                             | Год  | US Dance       | Альбом            |
| ------------------------------------ | ---- | -------------- | ----------------- |
| «Faceplant»                          | 1999 | 15             | Videodrone        |
| «All Over Again»                     | 2006 | —              | Неальбомный сингл |
| «—» значит не занимал место в чарте. |      |                |                   |

Видеоклипы
| Название                                            | Год  | Режиссёр       |
| --------------------------------------------------- | ---- | -------------- |
| «Ty Jonathan Down» (совместно с Джонатаном Дэвисом) | 2000 | Джонатан Дэвис |